# 河内站
河内站（越南语：／*/?）是越南河内市的一座铁路车站。位于栋多郡文庙坊。也是南北线、河老线、河太线、河同线、河海线的经行车站。河内站是越南国内规模最大的铁路车站，车站占地面积超过216,000平方米，站房建筑面积达到105,000平方米，车站内设有5个客运站台和9条到发线。

## 历史

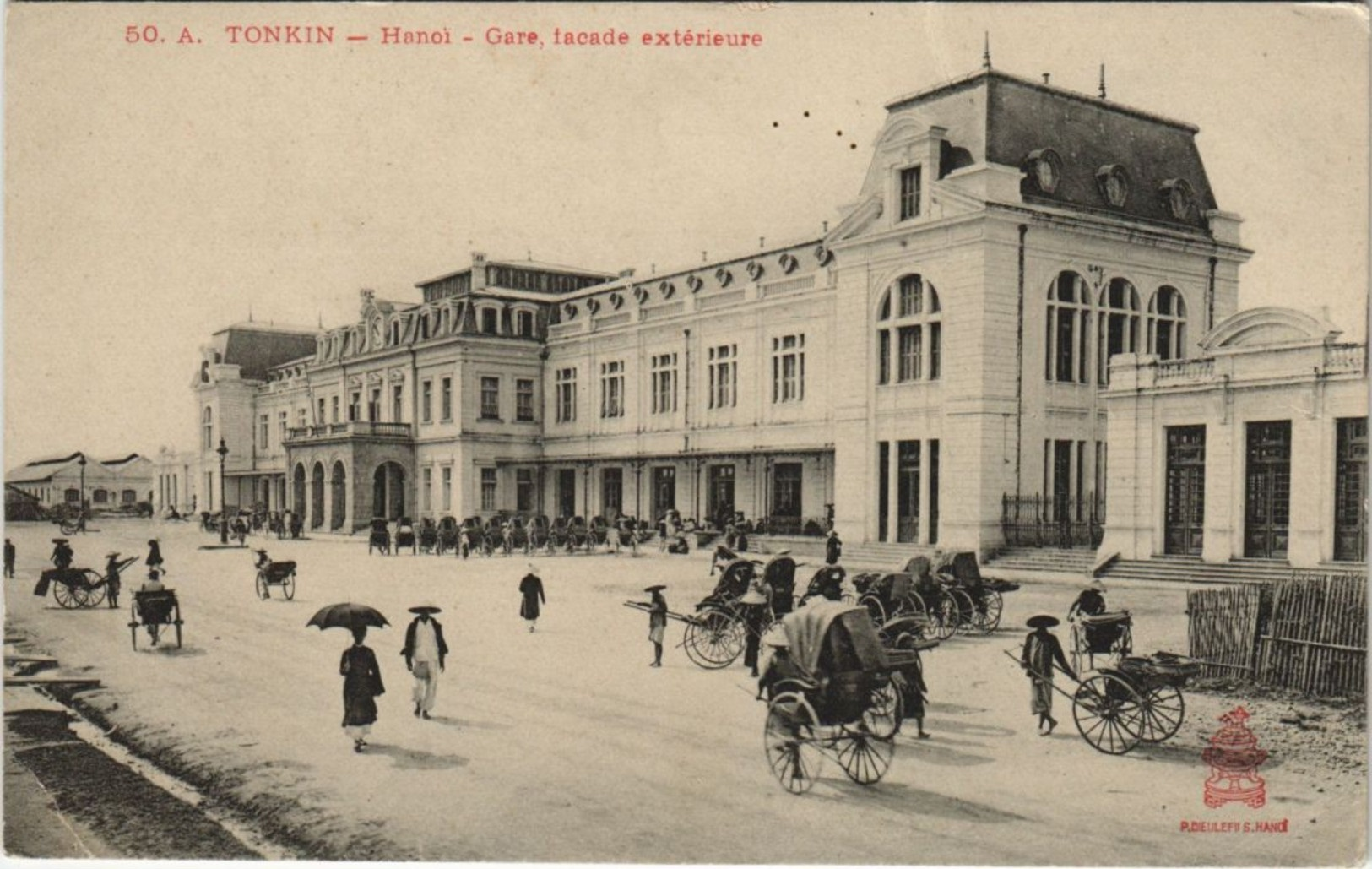
河內站的前身草行站，攝於1912年

河内站始建于越南被法国殖民统治的法属印度支那时期，于1902年随河海铁路建成通车而落成启用，当时并非名为河内站而是称为草行站（Ga Hàng Cỏ）；而后河同铁路、河老铁路、南北铁路相继通车后，河内站成为越南北部最重要的铁路枢纽车站。河内站体现了浓厚的法国式建筑风格，最明显的特征是采用了米黄色外墙和孟沙式屋顶。1972年，越南战争期间美军对河内市进行广泛轰炸，河内站的中央大厅部分建筑被炸毁。战争结束后，越南铁路总局于1976年对河内站进行修复，在原有站房基础上新建了一个混凝土结构的中央大厅，从而形成了现今所见到的外貌。

## 图片
- 北站房
- 售票厅
- 候车室
- 站台
- 夜間的車站

## 参看
- 越南铁路运输
- 河內都市鐵路